# Groteska (album)
Groteska (zapis stylizowany: GROTESKA) – piąty album studyjny polskiego rapera oraz autora tekstów Jana-Rapowanie. Płyta ukazała się po trzyletniej przerwie wydawniczej, rapera 28 marca 2025 roku w nakładzie wytwórni muzycznej 2020.
Album utrzymywany jest w stylu muzyki hip-hop. W sprzedaży fizycznej album dostępny jest w wersji standardowej (1 CD).
Na płycie gościnnie udzielili się: Mata, Taco Hemingway, Gruby Mielzky, Szpaku, Kuban i Kacperczyk.

## Wydanie
Przed oficjalnym wydaniem, możliwy był przedpremierowy zakup płyty, która zawierała względem wersji standardowej dwa dodatkowe utwory: „Stone Island” oraz „Downtown”. Raper o albumie:

Chciałbym, żeby to była płyta motywująca i dająca nadzieję, ale nie tyle na zdobywanie jakichś osiągnięć czy wyników, tylko na uporządkowanie życia i rozwijanie siebie samego. Ma ona być też trochę pochwałą dla „normalności”, która już sama w sobie jest dla wielu ludzi wyzwaniem

Finalnie album wypuszczono na platformy streamingowe, dnia 28 marca 2025 roku.

## Promocja

### Single
Album promowany był łącznie 5 singlami. Pierwszy singiel „Groteska” został udostępniony na platformach streamingowych 10 stycznia 2025 roku, utwór zadebiutował na 20. miejscu polskiej listy sprzedaży OLiS – single w streamie. Drugi singiel „W Dresach” nagrany w kolaboracji ze Szpakiem udostępniono 19 lutego 2025, zadebiutował na 23. miejscu listy OLiS. Trzeci singiel zatytułowany „Niebo”, na którym gościnnie wystąpił Mata wydano 10 marca 2025, utwór uplasował się na 80. miejscu listy OLiS. Ostatnimi  singlami, wypuszczonymi  24 marca 2025 były „Nie Lubię LA” (z gościnną zwrotką Taco Hemingwaya) oraz „Piekło”.  Pierwszy z podanych utworów zadebiutował na 35. miejscu listy OLiS.

### Trasa koncertowa
W związku z promocją płyty, Jan-Rapowanie wyruszył w trasę koncertową „Groteska Tour”. Pierwszy koncert raper zagrał 4 kwietnia w warszawskim klubie Progresja, natomiast ostatni we wrocławskim centrum koncertowym A2. Trasa obejmowała łącznie pięć polskich miast: Gdańsk, Wrocław, Warszawę, Poznań oraz Kraków.

## Lista utworów
Opracowano na podstawie materiałów źródłowych: 
| Lp. | Tytuł                                             | Tekst                                       | Produkcja              | Czas  |
| --- | ------------------------------------------------- | ------------------------------------------- | ---------------------- | ----- |
| 1.  | Szkielet                                          | Jan Pasula                                  | The Returners          | 2:19  |
| 2.  | 20 koła                                           | Pasula                                      | SHDØW, Hubi            | 3:13  |
| 3.  | Niebo (gościnnie: Mata)                           | Pasula, Michał Matczak                      | SHDØW, Hubi            | 2:22  |
| 4.  | Piekło                                            | Pasula                                      | @atutowy               | 2:25  |
| 5.  | Nie Lubię LA (gościnnie: Taco Hemingway)          | Pasula, Filip Szcześniak                    | Zeppy Zep              | 3:15  |
| 6.  | Już Się Nie Boję latać (gościnnie: Gruby Mielzky) | Pusala, Tomasz Mielewski                    | SHDØW                  | 3:18  |
| 7.  | Czego Chce Ode Mnie Świat SKIT                    | Pusala                                      | Zeppy Zep              | 2:30  |
| 8.  | Groteska                                          | Pusala                                      | @atutowy               | 2:38  |
| 9.  | Pół Godziny z Hakiem                              | Pusala                                      | @atutowy, The Returns  | 2:41  |
| 10. | Skecz                                             | Pusala                                      | @atutowy               | 3:02  |
| 11. | W Dresach (gościnnie: Szpaku)                     | Pusala, Mateusz Szpakowski                  | @atutowy               | 3:02  |
| 12. | Rivaldo                                           | Pusala                                      | @atutowy               | 2:41  |
| 13. | Ostre Koło                                        | Pusala                                      | Prometh                | 2:13  |
| 14. | Kalendarz (gościnnie: Kuban)                      | Pusala, Jakub Kiełbiński                    | Suwal, Kusha           | 2:54  |
| 15. | Wesołe Piosenki (gościnnie : Kacperczyk)          | Pusala, Maciej Kacperczyk, Jakub Kacperczyk | Kacperczyk, Kuba Karaś | 2:41  |
| 16. | Całujcie Mnie Wszyscy...                          | Pusala                                      | @atutowy               | 2:40  |
|     |                                                   |                                             |                        | 44:00 |

## Notowania

### Pozycja na liście sprzedaży
| Kraj   | Lista                    | Najwyższa pozycja |
| ------ | ------------------------ | ----------------- |
| Polska | OLiS – albumy            | 3                 |
| Polska | OLiS – albumy w streamie | 1                 |
| Polska | OLiS – albumy fizyczne   | 3                 |

## Link zewnętrzny
- Okładka